# Sanchezia parviflora
Sanchezia parviflora är en akantusväxtart som beskrevs av Emery Clarence Leonard. Sanchezia parviflora ingår i släktet Sanchezia och familjen akantusväxter. Inga underarter finns listade i Catalogue of Life.